# Prottes
Prottes ist eine Marktgemeinde mit 1443 Einwohnern (Stand 1. Jänner 2025) im Bezirk Gänserndorf in Niederösterreich (Österreich).

## Geografie

Groß und Klein Prottes (rechts unten) und Umgebung, Landesaufnahme um 1873

Prottes liegt im Weinviertel, im Norden das Marchfeldes auf 160 bis 200 Meter Meereshöhe. Die Fläche der Marktgemeinde umfasst 13,7 Quadratkilometer. Davon werden drei Viertel landwirtschaftlich genutzt, drei Prozent sind Weingärten, vier Prozent Gärten und neun Prozent der Fläche sind bewaldet.

### Gemeindegliederung
Es gibt nur die Katastralgemeinde Prottes.

### Nachbargemeinden
|                         | Ebenthal                                    |            |
| Matzen-Raggendorf       | Kompassrose, die auf Nachbargemeinden zeigt | Angern     |
| Schönkirchen-Reyersdorf | Gänserndorf                                 | Weikendorf |

### Geologie
Prottes liegt im Wiener Beckens, das im Miozän entstand. Ursprünglich von einem Meer, später von einem Süßwassersee bedeckt bildeten sich mehrere tausend Meter dicke Ablagerungen. Diese Schichten enthalten Erdöl, das heute abgebaut wird. In Schottergruben werden immer wieder Fossilfunde aus dieser Zeit gemacht. In der Eiszeit wurde durch Westwinde Löß abgelagert.

## Geschichte
Die erste urkundliche Erwähnung von Protlechin (Prottes) stammt aus dem Jahr 1115. Dass hier bereits im Mittelalter Weinbau betrieben wurde, zeigt eine Urkunde aus 1342. Im Jahr 1359 wurde ein Hermann von Landenberg als Herr von Prottes genannt. In dieser Zeit wurde sein Gut mit der Herrschaft Matzen zusammengelegt und Prottes blieb für mehrere Jahrhunderte bei den Herren von Matzen. 1614 verkauften die Herren von Matzen ihren Besitz an Hans Christoph Freiherrn von Fünfkirchen. Als sich 1700 die Tochter des Leonhard von Fünfkirchen, Gräfin Maria Theresia Althan, mit Ferdinand Graf Kinsky vermählte, gelangte Prottes mit Matzen an die Herrschaft Kinsky. Nach dem Ersten Weltkrieg verkaufte Graf Paul Kinsky Matzen, Prottes und Angern an der March an die Firma Löw.

### Namensgeschichte
Der Name Prottes änderte sich im Lauf der Jahre mehrfach. Da seine Schreibweise falsch tradiert wurde, stimmt auch die bisher gebräuchliche Deutung nicht. Im Buch Prottes, erschienen 2015, Autor Manfred Grünwald, wird im Kap. „Der Name“, S. 94–107, erstmals die richtige Namensschreibweise angewendet und darauf basierend die etymologische Deutung. Nach der neuesten Forschung bedeutet „Protlechin, Protlechendorf“ BROTLEIHE. Es könnte sich also um das verliehene Privileg an einen Bäcker zur Herstellung von Brot handeln.
- 1115:Protlechin
- 1120: Protlechendorf
- ca. 1166: Protleke
- 1258: Protlehen
- 1288: Pradlech
- 1303/06: Prot Ezzen
- 1314: Pratezze
- 1314: Protezz
- 1342: Prathezzen
- 1343: Protezze
- 1346: Protezzen
- 1386: Protess
- 1386: Protezz
- 1415: Pratezz
- 1429: Pratess
- 1449: Pratess
- 1469: Prattes
- 1544: Prates
- 1708: Brodtes

## Kultur und Sehenswürdigkeiten

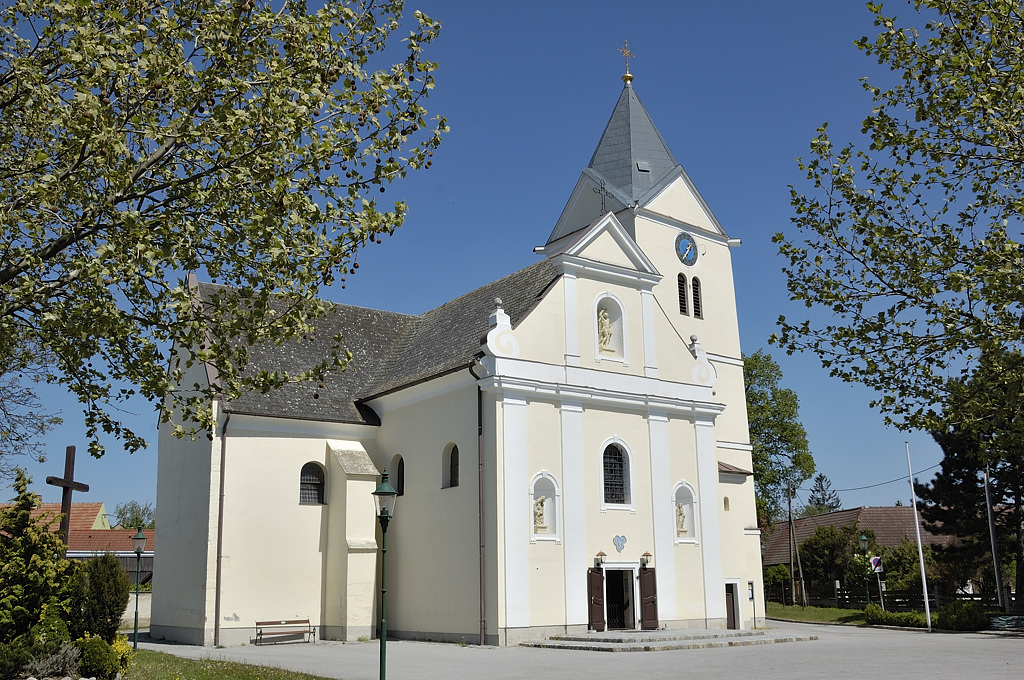
Pfarrkirche Prottes

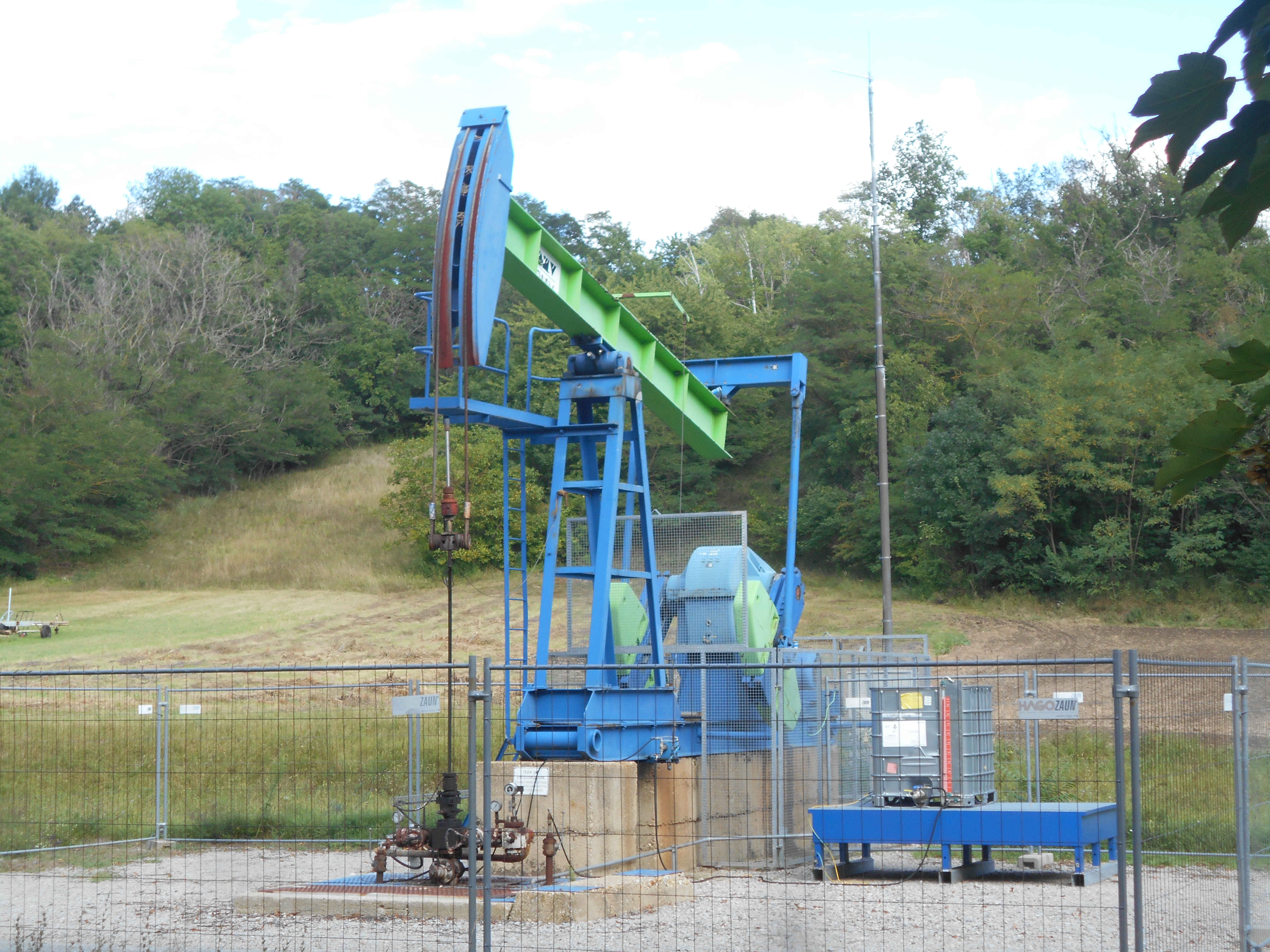
Pferdekopfpumpe Ma 411 auf dem Erdöl-Lehrpfad.

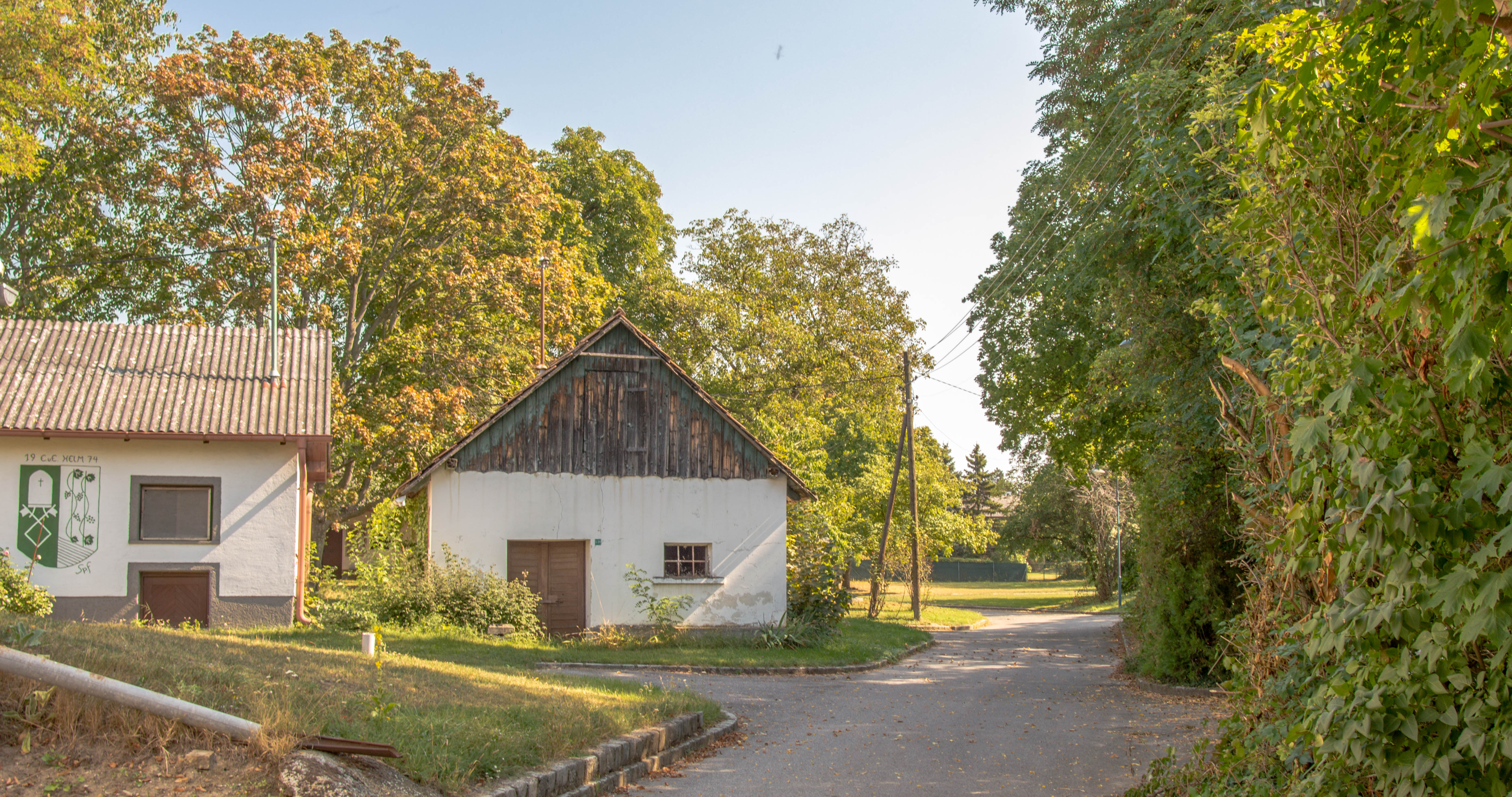
Kellergasse

- Katholische Pfarrkirche Prottes Mariä Himmelfahrt: Romanisches Langhaus aus dem 13. Jahrhundert mit gotischem Chor und barockem Umorientierungsbau von 1740
- Erdöl-Lehrpfad: In Prottes befindet sich ein Erdöl-Lehrpfad, bei dem in Form eines Freilichtmuseums die örtliche Erdölgewinnung thematisiert wird. Der Erdöl-Lehrpfad beginnt am Hauptplatz und verläuft entlang der Josef-Seitz-Straße, wo Originalgeräte, die zur Aufsuchung, Gewinnung und Verarbeitung von Erdöl und Erdgas verwendet werden, ausgestellt sind. Der Lehrpfad ist 4,5 km lang und es werden mehr als 150 Exponate gezeigt.[5]

### Sport
- Der Fußballverein „SC OMV Prottes“ spielt in der Gebietsliga Nord/Nordwest.

## Wirtschaft und Infrastruktur

### Wirtschaftssektoren
In den Jahren 1999 bis 2010 nahm die Anzahl der landwirtschaftlichen Betriebe von 35 auf 18 ab. Von diesen waren sieben Haupterwerbsbauern, die beinahe zwei Drittel der Flächen bewirtschafteten. Im Produktionssektor arbeiteten 39 Erwerbstätige in der Bauwirtschaft und 37 im Bereich Herstellung von Waren. Die wichtigsten Arbeitgeber des Dienstleistungssektors waren die Bereiche freiberufliche Dienstleistungen (67), soziale und öffentliche Dienste (34) und der Handel (26 Mitarbeiter).
| Wirtschaftssektor            | Anzahl Betriebe | Anzahl Betriebe | Erwerbstätige | Erwerbstätige |
| Wirtschaftssektor            | 2011            | 2001            | 2011          | 2001          |
| ---------------------------- | --------------- | --------------- | ------------- | ------------- |
| Land- und Forstwirtschaft 1) | 18              | 35              | 17            | 20            |
| Produktion                   | 11              | 7               | 76            | 64            |
| Dienstleistung               | 69              | 35              | 154           | 114           |

1) Betriebe mit Fläche in den Jahren 2010 und 1999

### Arbeitsmarkt, Pendeln
Im Jahr 2011 lebten 650 Erwerbstätige in Prottes. Davon arbeiteten 99 in der Gemeinde, 85 Prozent pendelten aus.

### Windpark
Im Jahr 2015 wurde der Windpark Prottes/Ollersdorf eröffnet. Er besteht aus zwölf Windrädern mit einer Gesamtleistung von 36,6 Megawatt.

### Bildung
In der Marktgemeinde befinden sich ein Kindergarten und eine Volksschule. Der Kindergarten wird von allen Kindern ab dem dritten Lebensjahr bis zum Beginn der Schulpflicht besucht. Da nur wenige Kinder (rund 50 im Schuljahr 2006/07) in der Volksschule unterrichtet werden, werden verschiedene Jahrgänge in manchen Gegenständen gemeinsam unterrichtet.

## Politik

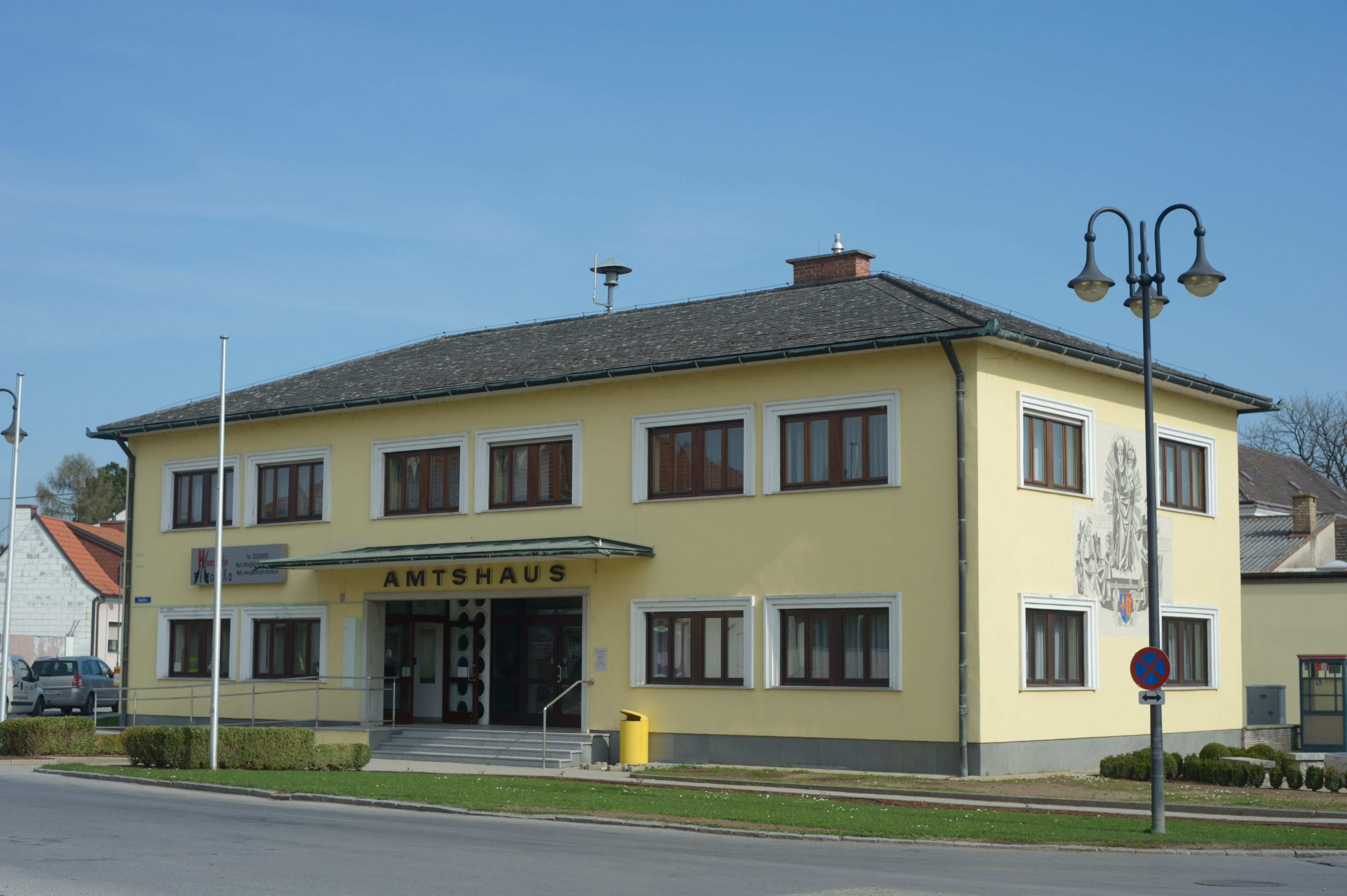
Gemeindeamt

### Gemeinderat
Der Gemeinderat hat 19 Mitglieder.
- Nach den Gemeinderatswahlen in Niederösterreich 1990 hatte der Gemeinderat folgende Verteilung: 10 ÖVP, 7 SPÖ und 2 Sonstige.
- Nach den Gemeinderatswahlen in Niederösterreich 1995 hatte der Gemeinderat folgende Verteilung: 10 ÖVP, 5 Alternative 95 und 4 SPÖ.[11]
- Nach den Gemeinderatswahlen in Niederösterreich 2000 hatte der Gemeinderat folgende Verteilung: 14 ÖVP und 5 SPÖ.[12]
- Nach den Gemeinderatswahlen in Niederösterreich 2005 hatte der Gemeinderat folgende Verteilung: 14 ÖVP und 5 SPÖ.[13]
- Nach den Gemeinderatswahlen in Niederösterreich 2010 hatte der Gemeinderat folgende Verteilung: 14 ÖVP und 5 SPÖ.[14]
- Nach den Gemeinderatswahlen in Niederösterreich 2015 hatte der Gemeinderat folgende Verteilung: 12 ÖVP, 5 LPP–Liste Pro Prottes und 2 Team Prottes.[15]
- Nach den Gemeinderatswahlen in Niederösterreich 2020 hatte der Gemeinderat folgende Verteilung: 13 ÖVP und 6 Team Prottes.[16]
- Nach den Gemeinderatswahlen in Niederösterreich 2025 hat der Gemeinderat folgende Verteilung: 13 ÖVP, 5 TP-SPÖ und 1 FPÖ.[17]

### Bürgermeister
Bürgermeister seit 1849 waren:
- 1849–1859 Matthias Haas
- 1859–1861 Philipp Lobner
- 1861–1864 Andreas Braun
- 1864–1867 Jakob Eminger
- 1867–1870 Martin Lobner
- 1871–1881 Josef Piller
- 1881–1882 Johann Helm
- 1882–1891 Karl Helm
- 1892–1895 Johann Gunsam
- 1895–1901 Josef Eichinger
- 1901–1907 Josef Thaller
- 1907–1913 Johann Helm
- 1914–1918 Alexander Lobner
- 1919–1920 Johann Luckner
- 1920–1924 Johann Kandler
- 1924–1929 Alfred Geringer
- 1929–1938 Johann Kandler
- 1938–1944 Josef Eichinger
- 1944–1945 Josef Lobner
- 1945–1950 Alfred Geringer
- 1950–1955 Franz Mangel
- 1955–1960 Lorenz Müllner
- 1960–1965 Franz Mangel
- 1965–1990 Leopold Demmer
- 1990–1992 Ernst Gunsam
- 1992–1998 Otmar Lutzky
- 1998–2016 Christa Eichinger (ÖVP)[19]
- seit 2016 Karl Demmer (ÖVP)[20]

### Wappen
Prottes erhielt im 15. Jahrhundert das Marktrecht. Das Marktwappen zeigt einen gespaltenen Schild, dessen vorderes blaues Feld mit zwei gekreuzten goldenen Schlüsseln und einer darüber schwebenden goldenen Infel belegt ist und dessen rückwärtiges rotes Feld über einem halben grünen Dreiberg zwei goldene Weinstöcke mit goldenen Ranken und Trauben zeigt.
Die daraus abgeleiteten Gemeindefarben sind blau-rot.

## Persönlichkeiten

### Ehrenbürger der Gemeinde
- Erwin Pröll (* 1946), Landeshauptmann von Niederösterreich 1992–2017

### Mit der Gemeinde verbundene Persönlichkeiten
- Annemarie Kletzl (1940–2023), Angestellte, Gemeinderätin und Abgeordnete zum Landtag von Niederösterreich